# Pistolero
Pistolero – ósmy singel oraz utwór brytyjskiego zespołu Juno Reactor wydany 6 września 1999 roku w Wielkiej Brytanii przez wytwórnię Blue Room Released (wydanie CD i 12"). Singel pochodzi z piątego albumu Juno Reactor – Shango. Utwory znajdujące się na singlu, podobnie jak większość produkcji zespołu, należą do nurtu muzyki psychedelic trance oraz goa trance.
Singel został w Wielkiej Brytanii wydany w dwóch wersjach: podstawowej i w wersji z remixami. Każdy z tych krążków zawiera po 3 wersje Pistolero. Podobnie jak na Wyspach singel wydano w Belgii. Poza wersją na nośniku CD w Wielkiej Brytanii wydano również aż pięć różnych wersji na płycie winylowej (12").
Ponadto, poza podstawową brytyjską i belgijską wersją singla wydano również na CD wersję amerykańską (14 listopada 2000, Metropolis Records) i australijską. Na tej pierwszej wersji umieszczono aż 5 remiksów Pistolero oraz 2 utwory oryginalne – w sumie aż 7 utworów. W wersji australijskiej krążek zawiera 6 utworów – wszystkie z wersji amerykańskiej oprócz Pistolero (Man With No Name Remix).

## Lista utworów

### Wielka Brytania i Belgia

#### Wersja podstawowa
1. Pistolero (Radio Edit) (3:22)
2. Pistolero (Juno Reactor Mix) (6:16)
3. Pistolero (Fluke "Hang 'Em High" Remix) (5:18)

#### Remiksy
1. Pistolero (Tarantino Radio Edit) (3:39)
2. Pistolero (Headrillaz 'Sandinista' Remix) (6:49)
3. Pistolero (Man With No Name Remix) (6:27)

### USA
1. Pistolero (Radio Edit) (3:22)
2. Pistolero (Juno Reactor Mix) (6:18)
3. Pistolero (Fluke "Hang 'Em High" Remix) (5:20)
4. Pistolero (Headrillaz "Sandinista" Remix) (6:50)
5. Pistolero (Man With No Name Remix) (6:30)
6. Pistolero (Picture Of Man Remix) (6:49)
7. Pistolero (Tarantino Radio Mix) (3:37)

### Australia
1. Pistolero (Radio Edit) (3:22)
2. Pistolero (Juno Reactor Mix) (6:18)
3. Pistolero (Fluke "Hang 'Em High" Remix) (5:20)
4. Pistolero (Headrillaz "Sandinista" Remix) (6:50)
5. Pistolero (Picture Of Man Remix) (6:49)
6. Pistolero (Tarantino Radio Mix) (3:37)